# Jonthan
Jonthan (hangul: 연탄군, Jonthan-kun, handzsa: 燕灘郡, RR: Yŏnt'an-kun, ’fecskés turzás’) megye Észak-Koreában, Észak-Hvanghe (Hwanghae) tartományban. 1952-ben hozták létre Hvangdzsu (Hwangju) és Szohung (Sŏhŭng) egyes területeiből és emelték megyei rangra.

## Földrajza
Keletről Szuan (Suan) és Jonszan (Yŏnsan), délről Szohung (Sŏhŭng) és Pongszan (Pongsan), nyugatról Szarivon (Sariwŏn) és Hvangdzsu (Hwangju), északról Szangvon (Sangwŏn) határolja.
Legmagasabb pontja a 880 méter magas Sirubong (시루봉; 시루峯, Sirubong).

## Közigazgatása
1 községből (up (ŭp)), 16 faluból (ri (ri)) áll:
| - Jonthan-up (연탄읍; 燕灘邑, Yŏnt'an-ŭp) - Kumbong-ri (금봉리; 金峯里, Kŭmbong-ri) - Tocshi-ri (도치리; 都峙里, Toch'i-ri) - Munhva-ri (문화리; 文化里, Munhwa-ri) - Miszan-ri (미산리; 眉山里, Misan-ri) - Pongdzse-ri (봉재리; 烽齋里, Pongjae-ri) - Szongme-ri (성매리; 城梅里, Sŏngmae-ri) - Szongdzsuk-ri (송죽리; 松竹里, Songjuk-ri) - Szubong-ri (수봉리; 秀峯里, Subong-ri) | - Singum-ri (신금리; 薪金里, Sin'gŭm-ri) - Sinhung-ri (신흥리; 新興里, Sinhŭng-ri) - Obong-ri (오봉리; 五峯里, Obong-ri) - Volljong-ri (월룡리; 月龍里, Wŏllyong-ri) - Csangun-ri (장운리; 長雲里, Changun-ri) - Cshangme-ri (창매리; 昌梅里, Ch'angmae-ri) - Cshilbong-ri (칠봉리; 七峯里, Ch'ilbong-ri) - Phungdap-ri (풍답리; 豊畓里, P'ungdap-ri) |

## Gazdaság
Jonthan (Yŏnt'an) megye gazdasága mezőgazdaságra, vegyiparra, élelmiszer- és vegyiparra, és textiliparra épül.

## Oktatás
Jonthan (Yŏnt'an) megye egy mezőgazdasági főiskolának, 18 általános és 19 középiskolának ad otthont.

## Egészségügy
A megye számos egészségügyi intézménnyel rendelkezik, köztük 1 megyei és 27 helyi kórházzal.

## Közlekedés
A megye közutakon a szomszédos helységek felől közelíthető meg. A megye vasúti kapcsolatokkal nem rendelkezik.